# Родева
Родева — деревня в Кудымкарском районе Пермского края. Входит в состав Егвинского сельского поселения. Располагается на правом берегу Велвы северо-восточнее от города Кудымкара. Расстояние до районного центра составляет 15 км. По данным Всероссийской переписи населения 2010 года, в деревне проживало 20 человек (9 мужчин и 11 женщин).

## История
По данным на 1 июля 1963 года, в деревне проживало 77 человек. Населённый пункт входил в состав Батинского сельсовета.